# Echagüe (Olóriz)
Echagüe (Etxague en euskera) es una localidad y un concejo de la Comunidad Foral de Navarra (España) perteneciente al municipio de Olóriz, situado en la Merindad de Olite, en la comarca de Tafalla, en el valle de la Valdorba y a 35 km de la capital de la comunidad, Pamplona.

## Demografía
| 2000 | 2005 | 2010 | 2015 | 2020 |
| ---- | ---- | ---- | ---- | ---- |
| 21   | 21   | 21   | 20   | 14   |

## Naturaleza
El concejo de Echagüe está situado dentro del  ambiente natural del valle de la Valdorba.

## Parque Eólico
En el terreno del concejo existe un parque eólico de 23,95 MW.  Consta de 35 aerogeneradores G47 de 660 kW, fabricados por Gamesa.